# Jacqueline Davies
Jacqueline Davies –conocida como Jackie Davies– (Corsham, 23 de mayo de 1977) es una deportista británica que compitió en bobsleigh. Ganó una medalla de plata en el Campeonato Mundial de Bobsleigh de 2005, en la prueba doble.

## Palmarés internacional
| Campeonato Mundial | Campeonato Mundial | Campeonato Mundial | Campeonato Mundial |
| Año                | Lugar              | Medalla            | Prueba             |
| ------------------ | ------------------ | ------------------ | ------------------ |
| 2005               | Calgary (Canadá)   | Medalla de plata   | Doble              |